# Joan-Benjamin Gaba

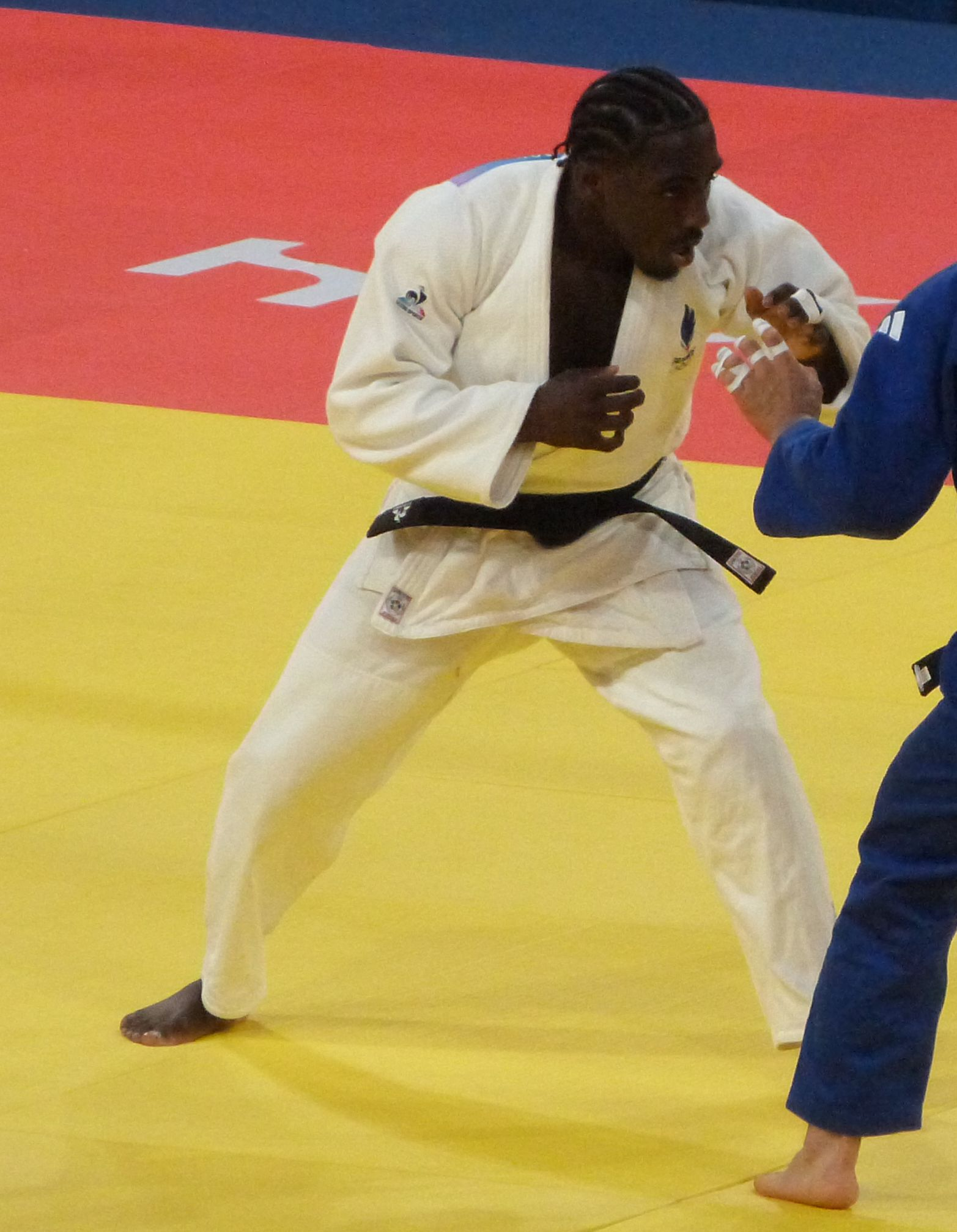
Joan-Benjamin Gaba

Joan-Benjamin Gaba (* 7. Januar 2001 in Le Chesnay) ist ein französischer Judoka, der 2024 Dritter der Europameisterschaften und Zweiter der Olympischen Spiele wurde. 2025 gewann er den Weltmeistertitel.

## Sportliche Karriere
Gaba kämpft in der Gewichtsklasse bis 73 Kilogramm. Er wurde 2022 hinter dem Bulgaren Mark Christow Zweiter der U23-Europameisterschaften. 2023 siegte er bei den französischen Meisterschaften.
Bei den Europameisterschaften 2024 in Zagreb gewann er im Viertelfinale gegen den Bulgaren Mark Christow und verlor im Halbfinale gegen den Russen Danil Lawrentjew. Im Kampf um eine Bronzemedaille bezwang Gaba den Finnen Valtteri Olin. Bei den Olympischen Spielen 2024 in Paris besiegte Gaba in seinem Auftaktkampf den Georgier Lascha Schawdatuaschwili und kämpfte sich mit Siegen gegen den Japaner Soichi Hashimoto im Viertelfinale und den Moldauer Adil Osmanov im Halbfinale bis ins Finale vor. Dort unterlag er dem Aserbaidschaner Hidayət Heydərov in der Verlängerung.
Mit der französischen Mixed-Mannschaft wurde Gaba bei den Weltmeisterschaften 2022, 2023 und 2024 Zweiter hinter der japanischen Mannschaft. Bei den Olympischen Spielen siegte Gaba mit dem französischen Team im Finale gegen die japanische Mannschaft, wobei Gaba im Finale Hifumi Abe bezwang. Für seinen Olympiasieg wurde Gaba als Ritter in die Ehrenlegion aufgenommen.
2025 verlor Gaba im Viertelfinale der Europameisterschaften in Podgorica gegen den Aserbaidschaner Rəşid Məmmədəliyev, kämpfte sich aber in der Hoffnungsrunde zur Bronzemedaille durch. Zwei Monate später bezwang er im Halbfinale der Weltmeisterschaften in Budapest den Italiener Manuel Lombardo, im Finale besiegte er den Brasilianer Daniel Cargnin.